# Kim Bo-hyon
Kim Bo-hyon (em coreano: 김보현; hanja: 金輔鉉; Joseon, 3 de outubro de 1871 — 2 de setembro de 1955) foi um fazendeiro da província de Pyongan Sul, foi o avô paterno do fundador da Coreia do Norte, Kim Il-sung.

## Biografia
Kim Bo-hyon (rr: Gim Bohyeon; mr: Kim Pohyŏn) nasceu em 3 de outubro de 1871, era filho único de Kim Ung-u, um agricultor de Mangyongdae. Kim Ung-u morreu aos trinta anos, um dia após o sétimo aniversário de Kim Bo-hyon. Sem o pai, Kim foi morar com o tio. 
Por volta dos vinte anos, Kim casou-se com uma garota chamada Lee Bo-ik, cinco anos mais nova que Kim. Juntos, eles tiveram três filhos e três filhas, sendo o mais conhecido Kim Hyong-jik. Para alimentar seus seis filhos, Kim acorda de madrugada e contorna a vila para coletar adubo, enquanto à noite torce as cordas de palha, faz sandálias de palha e tapetes de trança à luz da lâmpada.

## Legado
Kim Bo-hyon e Lee Bo-ik foram assemelhados como "patriotas" pelo Comitê Editorial da Breve Biografia de Kim Il-sung. Em 19 de agosto de 2013, várias organizações da Coreia do Norte enviaram coroas de flores para os túmulos de Kim Bo-hyon e Lee Bo-ik.